# チュバ・ハバード
チュバ・ロバート＝シャマー・ハバード（Chuba Robert-Shamar Hubbard, 1999年6月11日 - ）は、カナダのアルバータ州エドモントン出身のプロアメリカンフットボール選手。NFLのカロライナ・パンサーズに所属している。ポジションはランニングバック。

## 経歴

### ハイスクール
カナダのエドモントンで生まれ育ち、高校時代はカナディアンフットボールをプレーしていた。3年間で通算6,880ラン獲得ヤード、82のラッシングTDを記録した。

### カレッジ
オクラホマ州立大学に進学し、1年目の2017年シーズンはNCAAのレッドシャツ制度により試合に出場しなかった。
2018年シーズンは740ラン獲得ヤード、7つのラッシングTDを記録した。

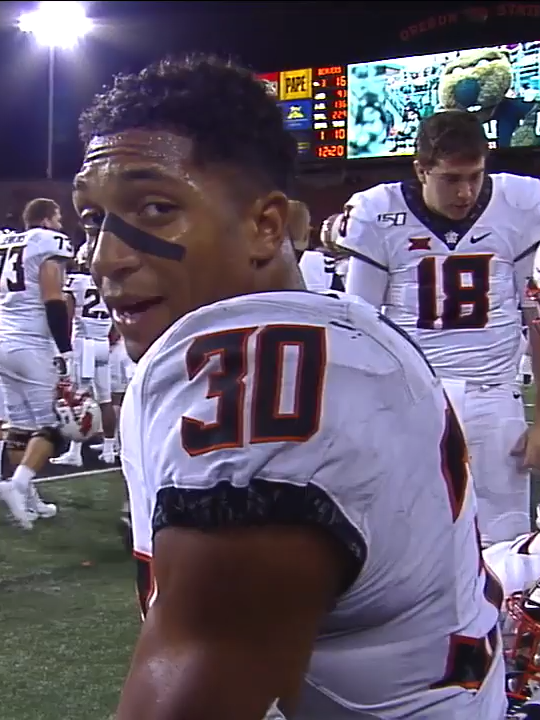
オクラホマ州立大学でのハバード
(2019年)

2019年シーズンは2,094ラン獲得ヤード、21のラッシングTDを記録する活躍で、ビッグ12最優秀攻撃選手賞、カレッジで最も優れたカナダ人選手に贈られるジョン・コーニッシュ賞を受賞した。2020年のNFLドラフトへのアーリーエントリーが予想されていたが、大学に残留した。
2020年6月にオクラホマ州立大学ヘッドコーチのマイク・ガンディーが、BLM運動を批判するなど極右で知られるワン・アメリカ・ニュース・ネットワークのTシャツを着ている写真が流出。ハバードはこれを受けて全てのチーム活動をボイコットすることを発表した。ガンディーは後に謝罪し、ハバードも対処方法が悪かったとして謝罪した。
| シーズン | 試合 | ラン | ラン  | ラン | ラン | レシーブ | レシーブ | レシーブ | レシーブ |
| シーズン | 試合 | Att  | Yds   | Avg  | TD   | Rec      | Yds      | Avg      | TD       |
| -------- | ---- | ---- | ----- | ---- | ---- | -------- | -------- | -------- | -------- |
| 2018     | 13   | 124  | 740   | 6.0  | 7    | 22       | 229      | 10.4     | 2        |
| 2019     | 13   | 328  | 2,094 | 6.4  | 21   | 23       | 198      | 8.6      | 0        |
| 2020     | 7    | 133  | 625   | 4.7  | 5    | 8        | 52       | 6.5      | 1        |
| 通算     | 33   | 585  | 3,459 | 5.9  | 33   | 53       | 479      | 9.0      | 3        |

### カロライナ・パンサーズ
| 身長                    | 体重           | 腕 の 長 さ   | 手 の 大 き さ | 40Yrd ダ ッ シ ュ | 10Yrd ス プ リ ッ ト | 20Yrd ス プ リ ッ ト | 20Yrd シ ャ ト ル | 3 コ 丨 ン ド リ ル | 垂 直 跳 び     | 立 ち 幅 跳 び      | ベ ン チ プ レ ス |
| ----------------------- | -------------- | ------------- | -------------- | ----------------- | -------------------- | -------------------- | ----------------- | ------------------- | --------------- | ------------------- | ----------------- |
| 6 ft 0 in (183 cm)      | 210 lb (95 kg) | 32 in (81 cm) | 9 in (23 cm)   | 4.51 s            | 1.56 s               | 2.61 s               | 4.30 s            | 7.28 s              | 36.0 in (91 cm) | 10 ft 0 in (3.05 m) | 20 回             |
| All values from Pro Day |                |               |                |                   |                      |                      |                   |                     |                 |                     |                   |

2021年のNFLドラフトにて全体126位でカロライナ・パンサーズから指名された。また、同年のCFLドラフトでも全体43位でカルガリー・スタンピーダーズから指名された。その後パンサーズと4年総額420万ドルのルーキー契約を結んだ。
2021年シーズン、第5週のフィラデルフィア・イーグルス戦で101ラン獲得ヤードを記録した。シーズン全体では612ラン獲得ヤード、5つのラッシングTD、25レシーブ、174レシーブ獲得ヤード、1つのレシービングTDを記録した。
2022年シーズン、第16週のデトロイト・ライオンズ戦で125ラン獲得ヤードを記録し、勝利に貢献した。シーズン全体では466ラン獲得ヤード、2つのラッシングTD、14レシーブ、171レシーブ獲得ヤードを記録した。
2023年シーズンは新加入のマイルズ・サンダースの控えとして開幕を迎えたが、第6週の戦でサンダースが負傷して離脱すると先発に昇格し、サンダースの復帰後も先発で起用された。第13週のタンパベイ・バッカニアーズ戦では104ラン獲得ヤード、2つのラッシングTDを記録したが、チームは敗れた。
2024年11月7日、1,500万ドルが保証され、最大で3,720万ドルとなる4年3,320万ドルの契約延長にパンサーズと合意した。

## 詳細情報

### 年度別成績

#### レギュラーシーズン
| シーズン | チーム | 試合 | 試合 | ラン | ラン  | ラン | ラン | レシーブ | レシーブ | レシーブ | レシーブ | ファンブル | ファンブル |
| シーズン | チーム | GP   | GS   | Att  | Yds   | Avg  | TD   | Rec      | Yds      | Avg      | TD       | Fum        | Lost       |
| -------- | ------ | ---- | ---- | ---- | ----- | ---- | ---- | -------- | -------- | -------- | -------- | ---------- | ---------- |
| 2021     | CAR    | 17   | 10   | 172  | 612   | 3.6  | 5    | 25       | 174      | 7.0      | 1        | 1          | 1          |
| 2022     | CAR    | 15   | 2    | 95   | 466   | 4.9  | 2    | 14       | 171      | 12.2     | 0        | 2          | 1          |
| 2023     | CAR    | 17   | 12   | 238  | 902   | 3.8  | 5    | 39       | 233      | 6.0      | 0        | 1          | 0          |
| 2024     | CAR    | 15   | 15   | 250  | 1,195 | 4.8  | 10   | 43       | 171      | 4.0      | 1        | 4          | 3          |
| 通算     | 通算   | 64   | 39   | 755  | 3,175 | 4.2  | 22   | 121      | 749      | 6.2      | 2        | 8          | 5          |

- 2024年度シーズン終了時
- 太字は自身最高記録